# Ingo Pohlmann
Ingo Pohlmann (nombre artístico: Pohlmann.;*18 de mayo de 1972, Rheda-Wiedenbrück, Alemania) es un cantante alemán de música pop.

## Biografía
Pohlmann es un albañil entrenado que se mudó a Münster, Alemania después de cumplir completamente con el servicio militar. En esta ciudad fue donde hizo sus primeras actuaciones como músico. Más tarde se mudó a Hamburgo en donde fue miembro principal de la banda Goldjunge (esp. Chicos de oro), con el cual publicó un álbum y dos sencillos. Después de la separación de la banda Ingo Pohlmann solo ha trabajado como solista.
Su primer álbum como solista Zwischen Heimweh und Fernsucht surgió de un trabajo conjunto con los productores Jan Löchel, Henning Wehland y Christian Neander.
El 9 de febrero de 2007 Pohlmann participó en el concurso Bundesvision Song Contest de  Stefan Raab representando al estado de Nordrhein-Westfalen y alcanzó el quinto puesto.
El 21 de septiembre salió su segundo álbum Fliegende Fische (esp. Peces voladores)

## Discografía

### Álbumes
| Año  | Título                         | Mejor posición | Observaciones                         |
| Año  | Título                         | Alemania       | Observaciones                         |
| ---- | ------------------------------ | -------------- | ------------------------------------- |
| 2006 | Zwischen Heimweh und Fernsucht | -              | Publicación: 24 de febrero de 2006    |
| 2007 | Fliegende Fische               | -              | Publicación: 21 de septiembre de 2007 |
| 2007 | König der Straßen              | -              | Publicación: 17 de septiembre de 2010 |

### Sencillos
- 23 de junio de 2006: Wenn jetzt Sommer wär' (Alemania: #52)
- 6 de octubre de 2006: Der Junge ist verliebt
- 2 de febrero de 2007: Mädchen und Rabauken
- 7 de septiembre de 2007: Wenn es scheint, dass nichts gelingt (Alemania: #92)
- 2 de junio de 2008: Fliegende Fische

## Curiosidades
- El sencillo Wenn jetzt Sommer wär' (esp. Si ahora fuera verano) se encuentra en la lista de canciones del videojuego karaoke SingStar Deutsch Rock-Pop Vol. 2